# Picibidion flavomaculatus
Picibidion flavomaculatus är en skalbaggsart som beskrevs av Jean François Villiers och Chûjô 1966. Picibidion flavomaculatus ingår i släktet Picibidion och familjen långhorningar. Inga underarter finns listade i Catalogue of Life.